# Faca automática

Animação do funcionamento de uma faca automática.

A faca automática (Brasil) ou navalha de ponta e mola (Portugal), ("switchblade" em inglês) é uma faca com uma lâmina contida em seu cabo, e que abre sua lâmina pela força de uma mola liberada por um botão.

## Visão geral

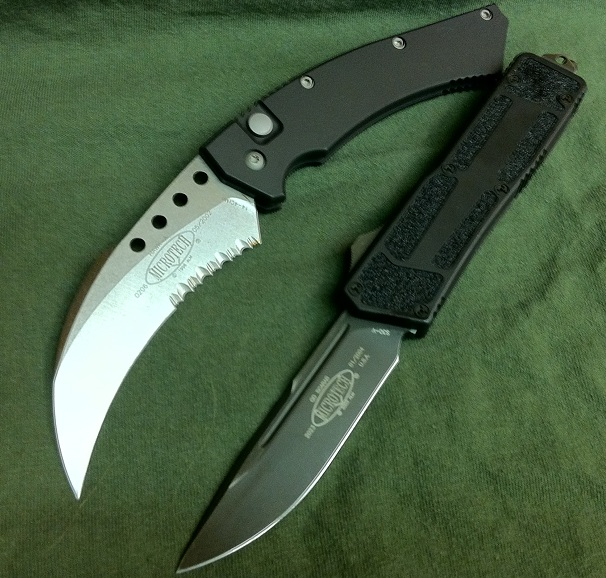
Duas variantes da faca automática: a de abertura lateral (a esquerda) e a de abertura frontal.

Devido ao seu modo de operação, a faca automática também é conhecida como: "navalha de ponta e mola" (em Portugal), "faca de travamento", "faca de botão", "faca ejetora", "faca de mola" (Sprenger,Springer), "faca dobrável" ou "lâmina dobrável") é um tipo de faca com uma lâmina deslizante contida no cabo que é estendida automaticamente por uma mola quando um botão, alavanca ou interruptor no cabo é ativado. A maioria dos designs de canivete incorpora uma "lâmina de travamento", na qual a lâmina é travada contra o fechamento quando a lâmina é estendida para a posição totalmente aberta. É desbloqueado por um mecanismo que permite que a lâmina seja dobrada e travada na posição fechada. Existem duas variantes de facas automáticas: a de abertura lateral ("side opening") e a de abertura frontal ("out the front" - OTF).
Durante a década de 1950, os jornais dos Estados Unidos, bem como a imprensa sensacionalista, promoveram a imagem de uma nova onda de crimes violentos causada por jovens delinquentes do sexo masculino com "canivetes automáticos", com base principalmente em evidências anedóticas. Em 1954, o deputado democrata James J. Delaney de Nova York foi o autor do primeiro projeto de lei submetido ao Congresso dos EUA proibindo a fabricação e venda desse tipo de canivete, dando início a uma onda de restrições legais em todo o mundo e um consequente declínio em sua popularidade.